# Taiichi Ohno
Taiichi Ohno (大野 耐一, 29. februar 1912 – 28. maj 1990)
Betragtes som faderen til Toyotas Production Systems, som senere er kendt under betegnelsen Lean Manufacturing. Har skrevet flere bøger omkring produktion, heriblandt en af verdens bedst sælgende produktionsbøger Toyota Production System: Beyond Large-Scale Production der omhandler Lean. 
Født i Dalian, Kina, dimitteret fra "Nagoya Technical High School", hvorefter Toyota ansatte ham. I 1943 blev han overflyttet til motorkompagniet, hvor han arbejdede sig op til at blive leder. Det var her, han fik lov til at igangsætte de produktionsændringer, som han senere samlede i Toyota huset.
Taiichi Ohno's familienavn er Ohno, men på grund af den omvendte ordstilling i Asien, er han i fødelandet kendt som Ohno Taiichi.
1. ↑  Navnet er anført på bokmål og stammer fra Wikidata hvor navnet endnu ikke findes på dansk.